# Parco Aldo Aniasi
Der Parco Aldo Aniasi, bis 2013 Parco di Trenno, ist ein Volkspark in der norditalienischen Großstadt Mailand.

## Lage
Er befindet sich im Westen der Stadt, im Municipio 7, südlich des Ortsteils Trenno.
Der Park liegt innerhalb des Regionalparks Parco agricolo Sud Milano.

## Geschichte
Der Park wurde 1971 auf ein bis dahin landwirtschaftlich benutztes Gebiet angelegt.
2013 wurde er nach dem Widerstandskämpfer und späteren Bürgermeister Aldo Aniasi benannt.